# Chiesa di Santa Maria Maddalena (San Lorenzo al Mare)
La chiesa di Santa Maria Maddalena è un luogo di culto cattolico situato nel comune di San Lorenzo al Mare, in via alla Chiesa, in provincia di Imperia. La chiesa è sede della parrocchia omonima della diocesi di Ventimiglia-San Remo.

## Storia e descrizione

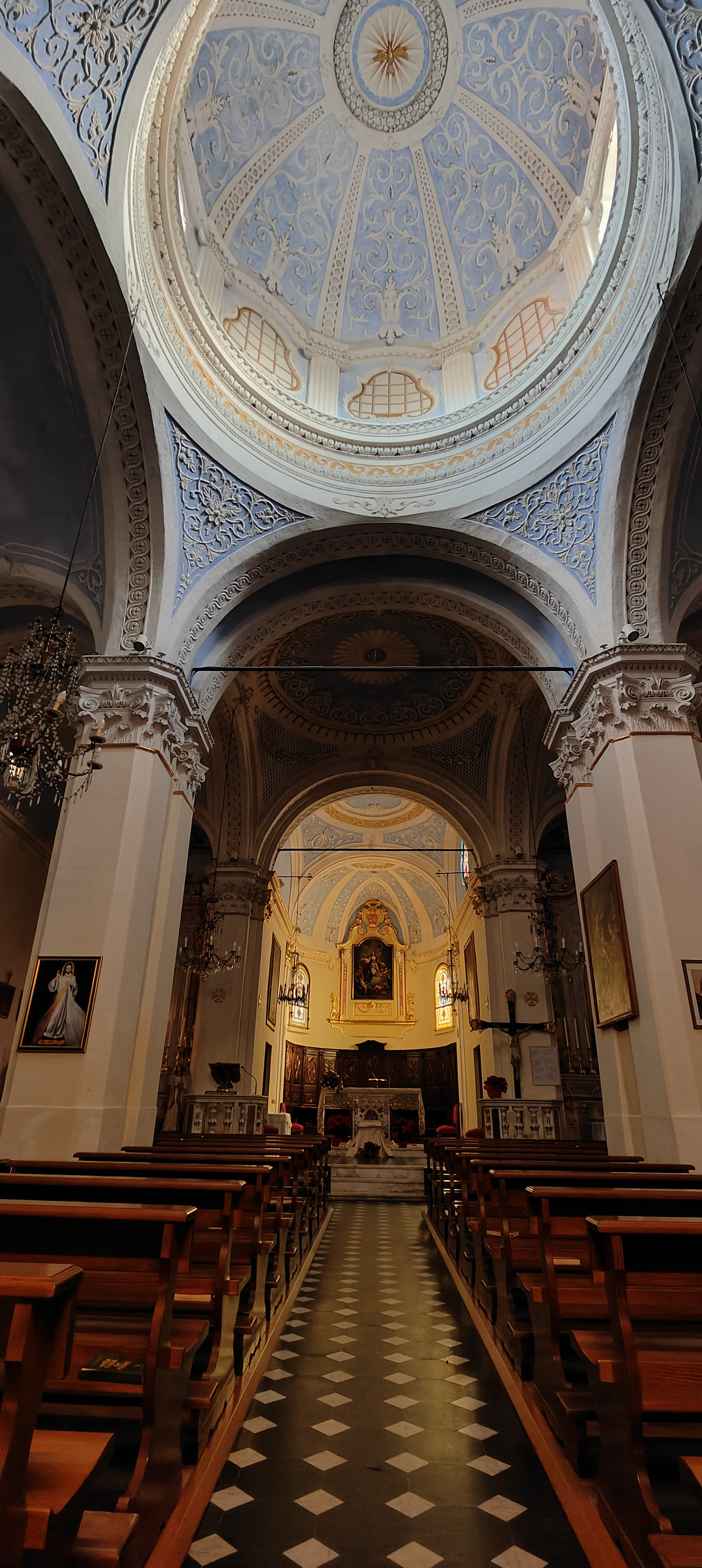
L'interno della chiesa con vista della volta

Il titolare della chiesa non è san Lorenzo, come si potrebbe facilmente intuire dal nome del luogo in cui è situata, ma santa Maria Maddalena. Questo perché una delle tante leggende sulla santa racconta che durante il viaggio dalla Terra Santa alla Provenza, la Maddalena avrebbe sostato su uno scoglio proprio davanti a San Lorenzo Al Mare, dove, sempre secondo la leggenda, si sarebbe fermata a pregare. Lo scoglio, detto di Santa Maria Maddalena, è stato sommerso negli anni sessanta del Novecento durante la costruzione del porticciolo comunale.
La festa parrocchiale è quindi il 22 luglio, giorno in cui si festeggia la Santa.
Inizialmente la chiesa, dalle forme diverse da come la si vede oggi, era sotto il controllo della parrocchia di San Marco Evangelista di Civezza, ma proprio il 22 luglio 1749 San Lorenzo divenne definitivamente parrocchia autonoma.
Secondo alcuni studi la chiesa risalirebbe tra il XIII e XIV secolo in una versione più arcaica di oggi; ma tra la fine del XVII secolo e l’inizio del XVIII secolo iniziò una forte attività edilizia religiosa, dovuta ad una crescita economica locale. Nel 1776 la chiesa vide un rifacimento in stile barocco, con l’inserimento di numerosi quadri e sculture di diversi artisti locali anonimi e non, come Giovanni Battista Casanova e Tommaso Carrega. Ma senza dubbio la scultura più importante è quella di santa Maria Maddalena scolpita nei primi decenni del XIX secolo da uno scultore ligure anonimo.
Durante la seconda metà del XX secolo la chiesa subì diversi lavori di restauro che partirono dal 1967 con lo spostamento degli altari e delle balaustre, passando nel 1981 con il rifacimento totale della pavimentazione e altri interventi sul campanile, sulla facciata, sul tetto e sulle illuminazioni avvenuti nel 1987, 1992 e nel biennio del 1995-1996.
Santa Maria Maddalena è sempre stato è un edificio dotato di una certa maestosità ed evidenza grazie alla sua posizione a picco sul mare, tanto da far sembrare il suo campanile un faro in lontananza.